# Schönewalde
Schönewalde és un municipi alemany que pertany a l'estat de Brandenburg. Es troba a 30 km al sud de Luckenwalde, i 40 km a l'est de Wittenberg. Limita amb Niederer Fläming, Ihlow, Lebusa, Schlieben, Kremitzaue, Herzberg (Elster) i Jessen (Elster).

## Comunitats
| - Ahlsdorf - Bernsdorf - Brandis - Horst - Dubro - Freywalde - Grassau - Grauwinkel | - Hohenkuhnsdorf - Jeßnigk - Knippelsdorf - Schmielsdorf - Stolzenhain - Hartmannsdorf - Wiepersdorf - Wildenau |